# محمد ربيع (لاعب كرة قدم مغربي)
محمد ربيع (مواليد 29 ديسمبر 2001، لاعب كرة قدم إماراتي-مغربي يجيد اللعب في خط الدفاع مع نادي الجزيرة في دوري الخليج العربي الإماراتي.

## مسيرة اللاعب
لعب في الفئات السنية في نادي الوداد و احترف بعدها في نادي الجزيرة الإماراتي و نادي اتحاد كلباء و حصل على الجنسية الإماراتية في عام 2024.